# Łuczynów (Zwoleń)
Pour les articles homonymes, voir Łuczynów.
Łuczynów (prononciation : [wuˈt͡ʂɨnuf]) est un village polonais de la gmina de Policzna dans le powiat de Zwoleń de la voïvodie de Mazovie dans le centre-est de la Pologne.
Il se situe à environ 7 km au sud-est de Policzna (siège de la gmina), 9 km au nord-est de Zwoleń (siège du powiat) et 103 km au sud-est de Varsovie (capitale de la Pologne).

## Histoire
De 1975 à 1998, le village appartenait administrativement à la voïvodie de Radom.